# جام حذفی فوتبال ولز
 جام حذفی فوتبال ولز  (به انگلیسی: Welsh Cup) مسابقاتی است که به صورت حذفی در کشور ولز از ۱۸۷۷ میلادی تاکنون برگزار می‌شود. این جام از ۱۳۵ تیم که از سراسر کشور ولز در آن شرکت می‌کنند برگزار می‌شود.
باشگاه فوتبال رکسهام با ۲۳ قهرمانی پرافتخارترین این سری مسابقات به حساب می‌آید.

## موفق‌ترین باشگاه‌ها
| # | تیم         | قهرمانی |
| - | ----------- | ------- |
| ۱ | رکسهام      | ۲۳      |
| ۲ | کاردیف سیتی | ۲۲      |
| ۳ | سوانزی سیتی | ۱۰      |